# 乔治·汉纳
乔治·汉纳（阿拉伯語：جورج حنا，1928年5月13日—2019年5月3日），后来也称为约翰·汉纳·哈拉克（John Hanna Hallaq），伊拉克篮球运动员。曾代表伊拉克参加1948年夏季奥运会男子篮球比赛。

## 生平
汉纳于1958年移民美国，并就读于韦伯州立大学，加州大学洛杉矶分校和华盛顿大学（PhD）。他后来成为爱达荷大学国际商务与市场营销教授，1996年退休。
2019年，汉纳在犹他州圣乔治逝世，享年90岁。